# Salvador Allende (Tabasco)
Salvador Allende es una localidad del municipio de Nacajuca ubicado en la subregión centro del estado mexicano de Tabasco.

## Geografía
La localidad de Salvador Allende se sitúa en las coordenadas geográficas 18°09′22″N 93°02′00″O / 18.156111, -93.033333, a una elevación de 6 metros sobre el nivel del mar.

## Demografía
Según el Conteo de Población y Vivienda 2020, efectuado por el Instituto Nacional de Estadística y Geografía, la localidad de Salvador Allende tiene 483 habitantes, de los cuales 239 son del sexo masculino y 244 del sexo femenino. Su tasa de fecundidad es de 2.08 hijos por mujer y tiene 136 viviendas particulares habitadas.
| Gráfica de evolución demográfica de Salvador Allende entre 1990 y 2020 |
|                                                                        |
| INEGI.                                                                 |